# 프란시스코 마시아스 응게마
프란시스코 마시아스 응게마(스페인어: Francisco Macías Nguema, 1924년 1월 1일~1979년 9월 29일)는 적도 기니의 초대 대통령이다. 1968년부터 1979년까지 대통령을 지냈다.

## 권력의 확장
1971년 5월 7일 마시아스 응게마는 415조치를 발표하는데 이 조치는 1968년 제정된 헌법을 무효화하고 입법, 사법, 행정의 모든 권한 및 내각 구성권까지 모두 대통령에게 직접적으로 부여했다.
1971년 10월 18일 반포된 법령 1은 대통령이나 정부에 위협을 주는 인물은 예외 없이 사형을 부과하도록 규정되었다. 1972년 7월 14일 그는 헌법 1을 반포해 자신을 종신대통령에 임명했다. 1973년 7월 29일 그는 1968년 헌법을 완전히 무효화하고 마시아스 응게마와 그의 정당에 절대적인 권력을 주는 새로운 헌법을 반포했다.
헌법 6(Decree 6)을 반포, 사교육 혁파를 주장하고 모든 종류의 사교육을 금지시켰다. 그의 통치 기간 동안 적도기니에는 어떠한 경제개발 계획도 세워지지 않았고 공공기금 조성 체계도 존재하지 않았다. 응게마가 중앙은행의 총재를 살해한 이후 그는 국보로 지정된 모든 보물들을 자신의 집에 끌어 모았다.

## 쿠데타
1979년 8월 3일 그는 조카인 테오도로 오비앙 음바소고(Teodoro Obiang Nguema Mbasogo)에 의해 축출된다. 테오도로는 비오코의 군사 지도자를 역임했고 적도기니군의 부사령관이었다.
마시아스와 그의 방위부대는 한때 쿠데타에 저항하기도 했으나 결과적으로 마시아스는 버림받았고 8월 18일 숲속에서 생포된다.

## 재판과 처형
최고군사회의가 1979년 8월 18일 열렸고, 마시아스 응게마 정권 당시의 폭정에 대한 증언과 증거들을 수집했다. 회의는 9월 24일 마시아스 응게마와 그 측근들을 재판하기 위한 군사재판을 소집했다. 10명의 피고에게 적용된 혐의는 학살, 살인, 공금횡령, 인권침해, 반역 등이었다.
검사들은 마시아스 응게마에게 사형을 구형했고 나머지 5명에게 30년형, 4명에게 1년형을 구형했다. 마시아스의 변호인측은 나머지 피고인들에게도 특별 범죄혐의가 있음을 근거로 무죄를 주장했다. 마시아스는 법정에서 자신이 한 행동이 결과적으로 국가를 위한 "넓은 의미의 선의"였음을 주장했다.
1979년 9월 29일 정오 판사들은 검사들의 구형보다 더 높은 형량을 선고하는데 마시아스와 5명의 공범을 사형에 처하고 그들의 재산을 몰수하며, 2명의 피고에게 14년형, 나머지 2명의 피고에게 4년형을 선고했다.
특별군사재판으로 이루어진 이 판결은 단심으로 끝났고 마시아스 응게마와 5명의 공범들은 판결 당일 저녁 6시 모로코군 소총부대에 의해 블랙 비치 감옥(Black Beach Prison)에서 총살당한다.

## 역대 선거 결과
| 선거명      | 직책명             | 대수 | 정당             | 1차 득표율 | 1차 득표수 | 2차 득표율 | 2차 득표수 | 결과 | 당락 |
| ----------- | ------------------ | ---- | ---------------- | ---------- | ---------- | ---------- | ---------- | ---- | ---- |
| 1968년 선거 | 적도 기니의 대통령 | 1대  | 연합국가노동자당 | 40.05%     | 36,716표   | 62.92%     | 68,310표   | 1위  |      |
| 1973년 선거 | 적도 기니의 대통령 | 1대  | 연합국가노동자당 | 단독후보   | 무투표     |            |            | 1위  |      |